# Poa diaboli
Poa diaboli là một loài cỏ trong họ hòa thảo, thuộc chi poa.